# Portretul doamnei Récamier
Portretul doamnei Récamier (în franceză Portrait de madame Récamier) este o pictură în ulei realizată în anul 1800 de pictorul francez Jacques-Louis David. În acest tablou este reprezentată doamna Juliette Récamier așezată pe o sofa. Portretul este intenționat neterminat de către pictor.
Tabloul este expus în prezent la Muzeul Luvru din Paris.

## Istoric
Juliette Récamier (1777-1849), soția unui bancher bogat, era una dintre tinerele cele mai renumite și mai frumoase ale epocii sale. Avea un salon în care se întâlneau realiștii, partizanii restaurației Bourbonilor și cei care i se opuneau lui Napoleon și era frecventat de intelectali ca Jacques-Louis David, Benjamin Constant sau François-René de Chateaubriand. Din cauza faptului că avea relații cu scriitori antimonarhici, a fost exilată în cele din urmă de Napoleon.
Când a fost realizat acest tablou, Juliette Récamier avea vârsta de 23 ani. Comandându-și portretul, i-a scris pictorului: Dacă este vorba de ședințe, voi fi la dispozița dumneavoastră. Totuși, condițiile de lucru nu l-au satisfăcut pe artist. Încăperea este prea întunecoasă și Lumina cade de prea sus i-a scris David frumosului său model.
David a început să picteze acest portret în mai 1800, dar l-a lăsat în mod voit neterminat când a aflat că François Gérard (unul din ucenicii săi) fusese angajat înaintea lui să picteze un portret al aceluiași model (portretul lui Gérard a fost terminat în 1802). Imaginea unei femei cu capul întors în spate, peste umeri, a fost folosită în 1814 de Jean Auguste Dominique Ingres în pictura sa Marea odaliscă. 
René Magritte a parodiat această pictură în 1951 într-un celebru tablou eponim (Perspective: Madame Récamier by David), reprezentând un sicriu rabatabil, aflat în prezent la National Gallery of Canada.

## Descriere
Tabloul de format orizontal o reprezintă pe Juliette Récamier într-o poziție semi-alungită pe o sofa în stil Empire îmbrăcată ca o modernă vestală virgină, cu corpul întors pentru a sugera castitate. Portretul Juliettei Récamier ne trimite cu gândul la antichitate. Puritatea liniilor desenului și economia elementelor decorative, rochia cu talie ridicată și coafura înaltă, liberă, naturală și nepudrată nasc impresia că doamna de la sfârșitul secolului al XVIII-lea reprezintă idealul frumuseții antice.
David a portretizat-o ca pe o eroină a Republicii sau ca pe o protagonistă a Imperiului, pe când ea era opusă ideologic ambelor forme de organizare. Ea este întinsă pe o parte, partea superioară a corpului fiind răsucită. Juliette Récamier este îmbrăcată cu o lungă rochie albă în stil antic și cu picioarele goale. Nu poartă bijuterii și nici nu este machiată, iar părul scurt și creț este strâns într-un sobru stil roman cu o panglică. Ea se află pe o canapea, cu brațul stâng sprijinit pe două perne și cu mâna dreaptă se află pe picior. Doamna Récamier este văzută de la distanță, astfel că fața pare a fi destul de mică, ceea ce face la final să se vorbească mai puțin de portret al unei persoane și mai mult de un ideal de eleganță feminină.
Ambientul este clasic: un tip de divan care este cunoscut de atunci ca recamier, o banchetă pentru picioare și o lampă romană. Acest tip de mobilier roman tocmai fusese descoperit în urma săpăturilor arheologice recente de la Pompeii și Herculaneum.
Unul dintre aspectele cele mai inovatoare ale acestei lucrări este formatul său orizontal, neobișnuit pentru un portret și mai apropiat picturilor unor scene istorice sau mitologice. Tabloul nu a fost semnat.